# حقل تربيعي
في النظرية الجبرية للأعداد، حقل تربيعي هو حقل الأعداد الجبرية...